# Georg Fein

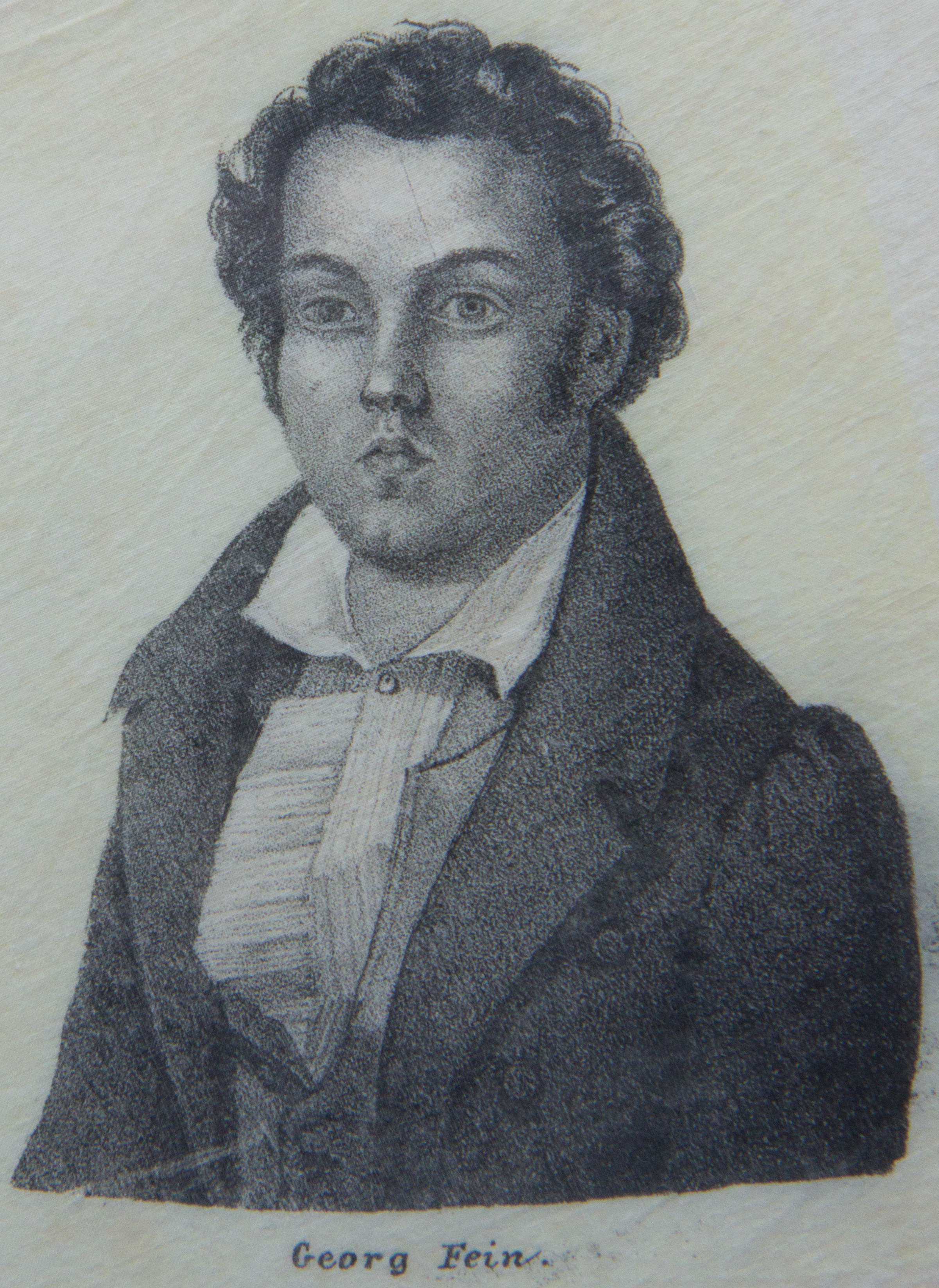
Georg Fein. Abbildung auf dem Hambacher Tuch

Georg Fein (* 8. Juni 1803 in Helmstedt; † 26. Januar 1869 in Diessenhofen, Kanton Thurgau, Schweiz) war ein deutscher Publizist und demokratischer Politiker des Vormärz. Er war Redakteur der liberal-demokratischen Zeitung Deutsche Tribüne, wirkte im Exil in der Schweiz, den USA und anderen Ländern als Gründer und Organisator von Arbeiterbildungsvereinen und verfasste politische Gedichte (unter anderem Jetzt Brüder sind auch wir am Platz – Lied der vereinten Handwerker).

## Leben

### Jugend und Studienjahre
Georg Fein war der Sohn des Helmstedter Bürgermeisters und späteren Generaldirektors der westfälischen Staatsdomänen Georg Fein senior. Sein Bruder war der Rechtsprofessor Eduard Fein. Er besuchte Gymnasien in Magdeburg und Blankenburg sowie das Collegium Carolinum in Braunschweig. Ab 1822 studierte er Rechtswissenschaften in Göttingen, Berlin, Heidelberg und München, wobei er sich zugleich mit staatswissenschaftlichen und politischen Studien beschäftigte. Dabei beeinflussten ihn vor allem C. J. A. Mittermaier, Friedrich Christoph Schlosser, Karl Heinrich Rau und Georg Friedrich Sartorius. In Jena gehörte er der Urburschenschaft an, in Heidelberg und Göttingen schloss er sich 1818/1820 zudem den dortigen Burschenschaften an. Ein Studienabschluss erfolgte aber wohl nicht. Finanziell wurde Fein von seiner gutsituierten Mutter unterstützt. Er bewegte sich vorwiegend in Dichter- und Künstlerkreisen und verfasste selbst Gedichte sowie belletristische Beiträge für Zeitschriften. Unter seinen Göttinger Studienfreunden war der spätere politische Publizist Karl Weddo von Glümer (1798–1876), in München schloss er Freundschaft mit Harro Harring. Zu Feins Bekannten zählte Christian Dietrich Grabbe.

### Redakteur der „Deutschen Tribüne“; Abschiebung nach Braunschweig
Anfang August 1831 bot ihm Johann Georg August Wirth die Stelle eines Mitredakteurs der Deutschen Tribüne an. Fein arbeitete zunächst als freier Mitarbeiter und ab November 1831 als Redakteur der liberal-demokratischen Zeitung, die in München und ab Januar bis zu ihrem Verbot im März 1832 in Homburg und Zweibrücken in der Rheinpfalz erschien. Er spielte auch im rheinpfälzischen Preß- und Vaterlandsverein eine namhafte Rolle; mehrere Ausgaben der Deutschen Tribüne wurden an die Vereinsmitglieder kostenlos abgegeben, um den Verbreitungsgrad der Zeitung zu erhöhen. Aus Vorsichtsgründen nahm Fein Ende Mai nicht am Hambacher Fest teil; sein Porträtbild wurde aber später trotzdem auf das Hambacher Tuch mit den insgesamt 16 Bildnissen der führenden Liberalen aufgenommen. Fein war Redner bei den Volksfesten in Bergen am 31. Mai und Wilhelmsbad am 22. Juni 1832. Im Juli 1832 wurde er aus Hanau wegen seiner Beteiligung an revolutionären Umtrieben nach Braunschweig abgeschoben.
Als oppositioneller Journalist stand Fein in Braunschweig unter Polizeiaufsicht. Dennoch verbreitete er revolutionäre Druckschriften und betätigte sich in einem Handwerker-Leseverein, was im Dezember 1832 zu einem Kriminalverfahren beim Kreisgericht Braunschweig führte. Um einer drohenden Verhaftung wegen seiner angeblichen Beteiligung am Frankfurter Wachensturm zu entgehen, flüchtete er im April 1833 über Frankreich in die Schweiz.

### Exil
Im Schweizer Exil arbeitete Fein von Dezember 1833 an als Redakteur der Neuen Zürcher Zeitung. Bereits wenige Monate später, im August 1834, musste er wegen seiner antireaktionären Artikel die Redaktion niederlegen. Im selben Monat baute er in Zürich eine Handwerkervereinsbewegung auf, was zu seiner Ausweisung aus dem Kanton Zürich führte. Fein wandte sich jetzt nach Liestal, der Hauptstadt des liberalen Neukantons Baselland. Im Februar 1835 trat er in den Geheimbund Junges Deutschland ein, dessen Zentralkomitee er von August 1835 bis Februar 1836 vorstand. Wegen politischer Differenzen trat Fein allerdings im März 1836 wieder aus dem Jungen Deutschland aus. Im Juni 1836 wurde er aus der Schweiz ausgewiesen.
Nach seiner Ausweisung begann für Fein, der nach einer größeren Erbschaft finanziell unabhängig war, ein unstetes Wanderleben unter wechselnden tarnenden Decknamen. Er ging zunächst nach Paris, wo er wohl an Sitzungen des Bundes der Geächteten teilnahm und in der Zeitschrift Der Geächtete publizierte, die von der frühsozialistischen Emigrantenorganisation herausgegeben wurde. Nach einer polizeilichen Vernehmung und Inhaftierung im Februar 1837 wandte er sich nach London, wo er einen deutschen Leseverein gründete. Im September 1837 siedelte er nach Oslo über. Viele Reisen führten ihn in den nächsten Jahren nach Straßburg sowie zurück nach London, Paris und in die Schweiz. Im Jahr 1842 gab er Hoffmann von Fallerslebens von der sächsischen Zensur gestrichene Vorrede zu dessen Politischen Gedichten mit einem eigenen Nachwort in Straßburg heraus. Im selben Jahr veröffentlichte er dort illegal die vorher nur privat zirkulierende liberale Schrift Woher und wohin? des preußischen Staatsministers Theodor von Schön. Sie war ihm wohl aus dem Kreis um den Demokraten Johann Jacoby zugespielt worden und erregte – genauso wie das von Fein verfasste ausführliche Nachwort zu der Denkschrift – großes Aufsehen. Im Januar 1843 wurde Fein Präsident der Deutschen Lesegesellschaft in London.
Von Dezember 1844 bis März 1845 nahm er an den beiden Freischarenzügen der Schweizer Freisinnigen gegen den klerikalen Kanton Luzern teil. Er geriet in Luzerner Gefangenschaft. Seine Freunde wie Friedrich Wilhelm Schulz und der Liestaler Rechtsanwalt Adolf Barth bewirkten, dass er ehrenhalber Bürger des Kantons Basel-Landschaft wurde. Ein gewaltsamer Befreiungsversuch scheiterte allerdings. Auch sein Bruder Eduard Fein setzte sich vergeblich für seine Freilassung ein. Fein wurde nach Österreich verbracht. Die braunschweigische und die norwegische Regierung lehnten seine Abschiebung in ihre Länder ab. Auf Weisung Metternichs wurde er 1846 in die USA deportiert.
Von Januar bis April 1847 hielt Fein in Philadelphia zwölf öffentliche Vorträge über die Fortschritte der Freiheitsbestrebungen in Deutschland seit 1830, die er von September bis November 1847 in Cincinnati wiederholte. In Baltimore gründete Fein 1847 den demokratischen Verein Concordia.
Fein pflegte im Exil zahlreiche Freundschaften und Bekanntschaften zu anderen Oppositionellen. Zu seinen persönlichen Freunden gehörten neben Hoffmann von Fallersleben, Friedrich Wilhelm Schulz und Harro Harring z. B. auch Jacob Venedey, Karl Schapper und Johann Ernst Arminius von Rauschenplat. In Straßburg verkehrte Fein mit Heinrich Heine und Georg Büchner.

### Rückkehr nach Deutschland und letzte Lebensjahre in der Schweiz
Im März 1848 erreichte Fein die Nachricht vom Ausbruch der Revolution in Deutschland. Über den österreichischen Gesandten in Washington erfuhr er im Mai 1848, dass er als Amnestierter nach Deutschland zurückkehren dürfe. Nach seiner Rückreise im September 1848 wurde er zum Ehrenmitglied des demokratischen Vereins in Bremen ernannt und nahm als Bremer Delegierter am zweiten Demokratenkongress in Berlin Ende Oktober 1848 teil. Nur für kurze Zeit amtierte er auf Vorschlag von Hermann Kriege als Präsident des Kongresses. Sehr bald legte er das Amt auf eigenen Wunsch nieder und ließ sich danach auch nur in einen Ausschuss, den Ausschuss für Organisation, wählen. Die Gründe für seinen Rückzug sind unklar. Möglicherweise war ein Auslöser seine vor dem Kongress im Oktober 1848 erfolgte Verlobung mit der Braunschweigerin Ernestine Freifrau von König, verwitwete Lastrop. Sie drängte ihn, sich auf dem Kongress wenig zu engagieren.
Nach seiner Heirat im März 1849 lebte Fein bis an sein Lebensende in der Schweiz, zunächst in Liestal und nach dem Tod seiner Frau ab 1862 in Diessenhofen. Er betätigte sich in dieser Zeit hauptsächlich als Organisator von Arbeiterbildungsvereinen. Im Arbeiterbildungsverein Eintracht in Zürich, dem bedeutendsten deutschen Arbeiterverein der Schweiz, war er als Ehrenmitglied maßgeblich an der Bildungsarbeit des Vereins beteiligt. 1859 wurde er Mitglied des Deutschen Nationalvereins, dessen linken, demokratischen Flügel er repräsentierte. Von 1859 bis Mai 1862 war er Agent des Nationalvereins für Zürich und dann bis Januar 1863 auch für die übrige Schweiz. Unter Feins Einfluss trat der Arbeiterbildungsverein Eintracht dem Nationalverein bei.
In seinen letzten Lebensjahren litt Fein an einer Herzkrankheit, die schließlich im Januar 1869 zu seinem Tod führte. Neben seinen publizistischen Arbeiten, z. B. Flugschriften und Zeitungsartikeln, schrieb er bis zum Schluss auch (politische) Gedichte. Eine geplante Autobiographie konnte er nicht mehr verwirklichen. Sein Freund Hoffmann von Fallersleben widmete ihm im Februar 1869 ein Gedicht Nachruf auf Georg Fein.

## Bedeutung
Metternich nannte Fein „eines der gefährlichsten Werkzeuge der Revolution“. In der neueren Forschung (nach Entdeckung des Nachlasses) wird Fein als „einer der bekanntesten frühen deutschen Demokraten des Vormärz“ und als „gemäßigter Sozialreformer“, als „radikaler Demokrat“, „nationaler Demokrat“ und „großdeutscher Republikaner“ charakterisiert.
Der Nachlass von Georg Fein wurde Ende der 1970er Jahre im Staatsarchiv Wolfenbüttel entdeckt und in den 1980er Jahren archivalisch verzeichnet. Er umfasst rund 5000 Blätter und enthält unter anderem private und politische Korrespondenzen, Aktenabschriften (insbesondere von deutschen politischen Auslandsvereinen), Tagebücher und Manuskripte.

## Werke (Auswahl)
Fein publizierte vor allem Flugschriften sowie Artikel und Gedichte in mehreren Zeitungen und Zeitschriften, z. B. Karl Spindlers Zeitspiegel (München), Deutsche Tribüne (München, Homburg), Mitternachtzeitung für gebildete Stände (Braunschweig, Wolfenbüttel), Neue Zürcher Zeitung, Der Geächtete (Paris), Deutsche Londoner Zeitung (Blätter für Politik, Literatur und Kunst) sowie Felleisen. Organ der centralisierten deutschen Arbeiter-Vereine in der Schweiz (Zürich).
- Fortschritte der Reaction in Bayern, in: Deutsche Tribüne, Nr. 68 v. 18. März 1832.
- Politische Gedichte, G.L. Schuler, Straßburg 1836, Digitalisat.
- Hundert Handwerker, 1836. Gedicht, G. Fein zugeschrieben.
- Deutsche Volksstimme. Eine Sammlung patriotischer Lieder, 3. Aufl. Banga & Honegger, Liestal 1836 und 4. Aufl. Banga & Honegger, Liestal 1840, Digitalisat.
- Vorrede zu Hoffmann von Fallersleben politischen Gedichten aus der deutschen Vorzeit. Nebst einem Nachworte von Georg Fein, G.L. Schuler, Straßburg 1842, J. C. Schabelitz, Basel 1842, Digitalisat.
- Theodor von Schön: Woher und wohin? Nebst einem Nachwort von Georg Fein, G.L. Schuler, Straßburg 1842, Digitalisat.
- Der Deutschen Rhein-Fest, G.L. Schuler, Straßburg 1848.
- Blicke auf die deutschen Arbeiterbildungsvereine in der Schweiz. In: Coburger Allgemeine Arbeiterzeitung, Nr. 98, November 1864.
- Der deutsche Eidgenosse. Hrsg. unter Mitwirkung von Karl Blind, Louis Büchner, Ludwig Feuerbach, Ferdinand Freiligrath u. a. für den Verein „Deutsche Freiheit und Einheit“. Trübner & Co., London und Hamburg. März 1865 bis Mai 1867. (Neudruck Detlev Auvermann, Glashütten im Taunus 1973). enthält auch Beiträge von Georg Fein, 15. März 1865, Digitalisat hier S. 161 und 184 ff.